# Braakmanhaven
De Braakmanhaven is een zeehaven die is gelegen aan de zeezijde van de afsluitdam van de Braakman. Ze heeft een open verbinding met de Westerschelde. De haven werd in 1978 aangelegd en wordt beheerd door North Sea Port. De Braakmanhaven maakt onderdeel uit van het havengebied Terneuzen.

## Ligging
De Braakmanhaven bevindt zich tussen de polders De Mosselbanken en de Nieuw-Neuzenpolder. De afsluitdam van de Braakman vormt de zuidgrens.Een belangrijk pluspunt ten opzichte van het havengebied langs het Kanaal Gent-Terneuzen is dat de Braakmanhaven geen sluizen heeft en daardoor direct toegankelijk is voor schepen met een diepgang tot maximaal 15 meter.
De haven wordt gebruikt door zeeschepen en binnenvaartschepen tot en met CEMT-klasse VIb .

## Activiteiten
De haven staat ten dienste van Dow Benelux en van het opslagbedrijf Oiltanking Terneuzen, onderdeel van een Duits concern. Oiltanking verzorgt de opslag van grondstoffen voor Dow Benelux. Dit bedrijf wil zijn opslagcapaciteit sterk uitbreiden, waartoe de haven in 2011 geschikt gemaakt is voor de ontvangst van schepen tot 275 meter lengte. Na de uitbreiding zal Oiltanking vanaf 2013 ook producten gaan opslaan voor de Noorse energiemaatschappij Statoil. Door deze uitbreiding zal de overslag van vloeibare bulk bij Oiltanking toenemen tot zo’n 6 miljoen ton per jaar.
Valuepark Terneuzen, een joint venture van Dow Benelux en Zeeland Seaports, wil een cluster van chemische productie en distributie realiseren in het Zeeuwse havengebied. DOW Benelux en de nieuw te vestigen chemische bedrijven moeten gebruik gaan maken van elkaars producten of restproducten waardoor op kosten wordt bespaard, maar ook milieueffecten van afval worden teruggedrongen. Valuepark Terneuzen heeft een goede infrastructuur met goede achterlandverbindingen via weg, spoor en de binnenlandse waterwegen.
VSL SiloLogistics is vanaf 2003, de start van Valuepark Terneuzen, op het terrein gevestigd. Eind 2011 maakte het bedrijf bekend 22.500 m² extra magazijnopslag en acht silo’s te bouwen. Hierdoor kan VSL straks voor Dow Benelux alle polyethyleenkorrels overdekt opslaan.